# 1086
1086 (MLXXXVI) var ett normalår som började en torsdag i den julianska kalendern.

## Händelser

### Maj
- 24 maj – Sedan påvestolen har stått tom i ett år väljs Dauferius till påve och tar namnet Viktor III.

### Juli
- 10 juli – Den danske kungen Knut Svensson blir mördad i Odense. Redan 1101 blir han helgonförklarad och dyrkas snart under namnet Knut den helige. Hans bror Olof blir ny kung av Danmark.
- Juli – Vid kung Knuts död för hans bror Erik Ejegod hans båda döttrar Cecilia och Ingegärd i säkerhet till Inge den äldre i Västergötland. Dessa blir snart gifta med de svenska stormännen Erik jarl respektive Folke den tjocke.

### Okänt datum
- Domesday Book blir färdigställd på föranstaltande av kung Wilhelm av England. I denna jordebok över England omnämns till exempel Leeds för första gången, då som en by med cirka 200 invånare.
- Imam Ali-moskén återuppbyggs av seldjuken Malik Shah I, efter att den blivit förstörd i en brand.
- Alfons VI av León och Kastilien besegras av almoraviderna som sänts till Spanien av Abbad III av Sevilla.
- Wratislav II av Böhmen blir kung av Böhmen.

## Födda
- Henrik V, tysk-romersk kejsare.
- Lothar III, tysk-romersk kejsare.

## Avlidna
- 10 juli – Knut den helige, kung av Danmark sedan 1080 (mördad i Odense).
- 14 juli – Toirdelbach Ua Briain, storkonung av Irland sedan 1072.
- 25 september – Vilhelm VIII av Akvitanien.
- Sima Guang, kinesisk historiker.
- 25 december – Judith av Böhmen, hertiginna av Polen.
- Richilde av Hainaut, var regerande grevinna av Hainaut 1049-76.